# Tamani Hol
Tamani Hol je politička organizacija u Njujorku osnovana 1789. kao opozicija vladajućim „aristokratama“ Federalističke partije. Društvo Tamani osnovano je 1805. godine kao dobrotvorno telo. Ime mu potiče od predrevolucionarnog udruženja nazvanog po blagonakolnom i indijanskom poglavici Tamanendu. Grupa je počela da se poistovećuje sa Demokratskom partijom grada Njujorka. Sastav ovog Društva znatno je izmenjen 1817. kada su se irski doseljenici, ustavši protiv tamanijske tvrdokornosti, izborili za svoje pravo na članstvo i povlastice. Tamani je kasnije proširio to pravo i na belce bez imovine. Ipak, favorizacija izvesnih etničkih i verskih manjina, deljenje poklona sirotinji i podmićivanje vođe političkih frakcija, između kojih i zloglasnog šefa Vilijama Marsija Tvida, dovelo je ime Tamani Hola u blisku vezu sa političkom korupcijom. Najveću moć dostigao je krajem XIX i početkom XX veka. Ona je opala tridesetih godina pod reformama predsednika FRENKLINA D. Ruzvelta i gradonačelnika Fjorela La Gvardije.